# University of Alabama at Birmingham

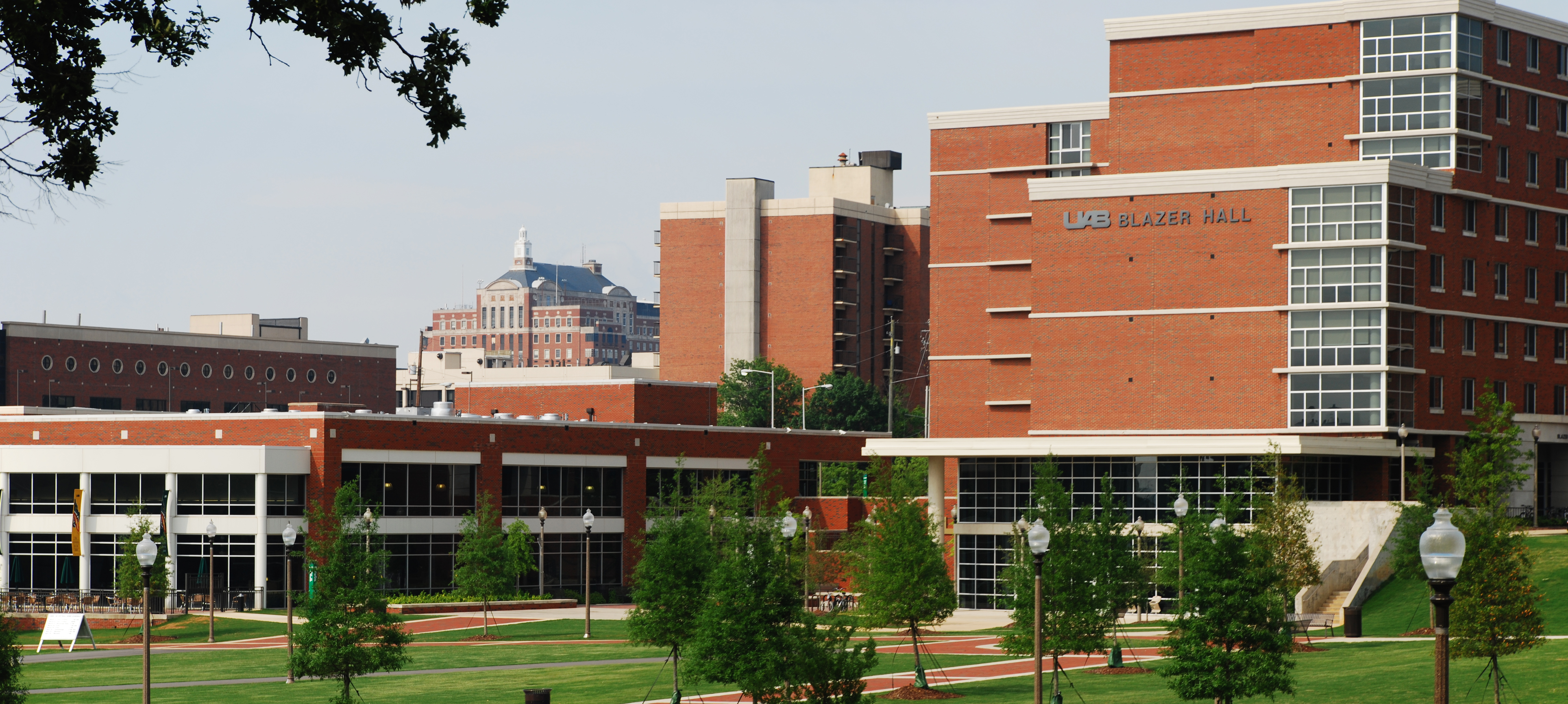
Část univerzitního komplexu v Birminghamu

University of Alabama at Birmingham (krátce také UAB) je státní vysoká škola v Birminghamu v americkém státě Alabama. Studuje zde přes 17 000 studentů a univerzita je tak druhá největší v University of Alabama System.
University of Alabama at Birmingham byla založena v roce 1969.

## Sport
Sportovní týmy školy se nazývají Blazers.

## Významné osobnosti
- Lawrence DeLucas – americký astronaut a profesor